# Düsseldorfer Straße 25 (Mönchengladbach)

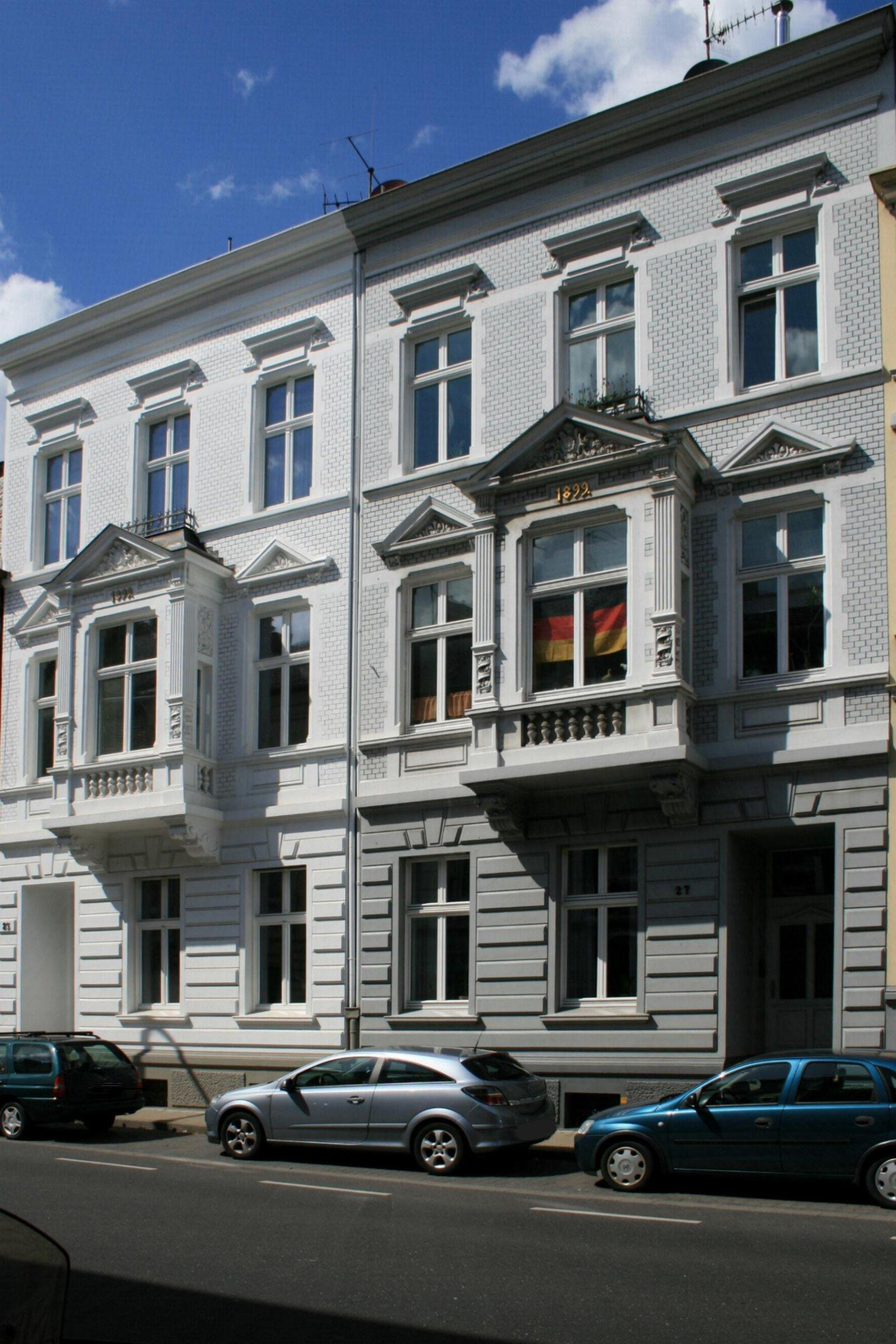
Wohnhäuser Düsseldorfer Straße 25 (links) und 27, 2010

Das Wohnhaus Düsseldorfer Straße 25 steht im Stadtteil Rheydt in Mönchengladbach (Nordrhein-Westfalen).
Das Haus wurde 1899 erbaut. Es ist unter Nr. D 018 am 8. Februar 1994 in die Denkmalliste der Stadt Mönchengladbach eingetragen worden.

## Architektur
Das dreigeschossige Dreifensterhaus mit rückwärtigem Anbau wurde als Doppelhaus mit Nr. 27 in spiegelsymmetrischer Fassadengestaltung im Jahre 1899 errichtet. Es handelt sich um einen späteren Typus des Dreifamilienhauses mit durch Kasten-Erker betonter Mittelachse. Fassadenausführung in einer Mischbauweise von Klinkern und Putz. Typische dreiteilige Gliederung mit rustiziertem Erdgeschoss, durch dreiecksgiebel-überkröntem Erker und übergiebelter Fensterverdachung. Ein nach hinten flach abfallendes Satteldach über weit vorkragendem Kastengesims schließt das unterkellerte Gebäude ab.